# فرانسیس لاک
فرانسیس لاک (به انگلیسی: Francis Locke) سناتور سابق عضو حزب دموکرات-جمهوری‌خواه بود. وی در سال ۱۸۱۴ تا ۱۸۱۵ میلادی سناتور ایالت کارولینای شمالی در سنای ایالات متحده آمریکا بود.